# Tricorythodes caunapi
Tricorythodes caunapi is een haft uit de familie Leptohyphidae. De wetenschappelijke naam van de soort is voor het eerst geldig gepubliceerd in 2011 door Dias, Bacca & Ferreira.
De soort komt voor in het Neotropisch gebied.